# Stuart Hall (boxe anglaise)
Pour les articles homonymes, voir Stuart Hall et Hall.
Stuart Hall est un boxeur anglais né le 24 février 1980 à Darlington.

## Carrière
Passé professionnel en 2008, il devient champion d'Angleterre des poids coqs en 2010. Battu par Jamie McDonnell l'année suivante, il remporte le titre de champion du monde IBF de la catégorie laissé vacant par son compatriote Mc Donnell le 21 décembre 2013 en battant aux points Vusi Malinga.
Hall conserve son titre le 29 mars 2014 en faisant match nul contre Martin Ward puis s'incline aux points contre son compatriote Paul Butler le 7 juin 2014. Il perd également contre Randy Caballero le 25 octobre suivant dans sa tentative de reconquérir le titre IBF puis contre Lee Haskins le 10 septembre 2016.